# Golpe de Estado en Brasil de 1945
El golpe de Estado en Brasil de 1945 fue un golpe de Estado en Brasil por parte del Ejército Brasileño que depuso al presidente Getúlio Vargas, cuando los militares temían que éste se hiciera con el poder absoluto, por lo que forzaron su dimisión el 29 de octubre de 1945.
Las elecciones generales de Brasil de 1945 se celebraron el 2 de diciembre de 1945, donde el exministro de Guerra Eurico Gaspar Dutra fue elegido presidente. Una nueva constitución fue adoptada el 18 de septiembre de 1946, dando inicio así a la Cuarta República Brasileña.

## Antecedentes
Aunque en el exterior el gobierno defendía la democracia, hubo un creciente descontento en casa cuando terminó la Segunda Guerra Mundial debido a las políticas autoritarias de Getúlio Vargas y su gobierno. Los crecientes movimientos políticos y manifestaciones democráticas obligaron a Vargas a abolir la censura en 1945, liberar a numerosos prisioneros políticos y permitir la reforma de los partidos políticos, incluido el Partido Comunista Brasileño, que apoyó a Vargas después de la dirección directa de Moscú. Los estudiantes universitarios comenzaron a movilizarse en 1943 contra Vargas, y las huelgas, que fueron prohibidas, comenzaron a resurgir gracias a la inflación de la guerra, e incluso el ministro de Relaciones Exteriores, Osvaldo Aranha, se mostró a favor de un giro democrático. El propio Vargas consiguió apoyo después de establecer el Partido Laborista Brasileño (y su antes mencionado apoyo de los trabajadores urbanos) y también encontró ayuda de la izquierda cuando se presentó.

## Golpe
Vargas añadió la Ley Adicional a la constitución, que, entre otras cosas, preveía un período de 90 días durante el cual se designaría la hora y fecha para las elecciones. Precisamente noventa días después, se emitió el nuevo código electoral, establecido el 2 de diciembre de 1945 para la elección del presidente y de una (nueva) asamblea constituyente, y las elecciones estatales el 6 de mayo de 1946. Además, Vargas promulgó su intención de no postularse para presidente. Los militares temieron que Vargas estuviera a punto de tomar el poder absoluto después de una medida el 25 de octubre de 1945, destituyendo a João Alberto como jefe de policía del Distrito Federal (y reemplazándolo por el hermano de Vargas, Benjamin), por lo que forzaron su renuncia y lo depuso el 29 de octubre, poniendo fin a su primera presidencia.